# Austríacos
Los austríacos o austriacos (en alemán: Österreicher, pronunciación: /ˈøːstəʁaɪ̯çɐ/ⓘ) son un grupo étnico que se originó de la República de Austria y de sus Estados históricos predecesores (Marca de Austria, Archiducado de Austria, Imperio austríaco, Imperio austrohúngaro, República de Austria Alemana) y quienes comparten una cultura y ascendencia austríacas. Debido a su historia en común y perteneciendo al Sacro Imperio Romano Germánico hasta 1806, los austríacos fueron históricamente considerados como alemanes, pero tras la fundación de un Estado nacional alemán, el Imperio alemán en 1871, y tras los hechos de la Segunda Guerra Mundial y el nazismo, esto quedó en la historia y a menudo es considerado ofensivo.
Los austríacos han sido definidos por su ciudadanía nacional, la cual ha tenido diferentes acepciones en el curso de la historia de Austria, ya que puede referirse, por ejemplo, a un hablante nativo alemán del pasado imperio de los Habsburgo, o en sentido contrario a cualquier ciudadano de cualquiera de los diversos países de aquel imperio que no forman la mitad húngara de Austria-Hungría. En este último sentido, la definición incluye muchas minorías étnicas y hablantes de hasta doce idiomas diferentes.

## Etimología
La palabra española austríaco es un derivado del nombre propio Austria, el cual viene del Latín medieval, del nombre altoalemán antiguo Ostarrîchi, que significa "reino del este". La misma palabra es la fuente de la palabra en neo altoalemán  Österreich (Ost- "Este] y Reich - "imperio" o dominio, entre otros significados.
La mención conocida más vieja en la escritura de "Ostarrîchi" data del año 996, cuando fue usada para referirse a una región en lo que es ahora la Baja Austria.
Una traducción latina para Ostarrîchi, Marcha Orientalis, volvió a ser traducida al alemán durante el siglo XIX como Ostmark, que era el nombre oficial aplicado a la Austria de nuestros días para el periodo en que estuvo incorporada a la Alemania Nazi, desde 1938 hasta 1945. El término Ostmark no parece haberse usado durante la Edad Media.

## Historia

### Edad Media al período Moderno Temprano
El nombre Österreich aparece en el siglo X, como Ostarrîchi en altoalemán antiguo, en referencia a la Marcha de Austria.
En 1278 el territorio, para entonces correspondiendo aproximadamente a lo que es ahora la Alta y Baja Austria, pasó a la Casa de Habsburgo, con cuya historia se hizo estrechamente asociado hasta principios del siglo XX. Dentro de un siglo los Habsburgo había añadido el Carintia, Estiria, Carniola, y el Tirol a su regla, así con eficacia controlando la mayor parte del territorio de la moderna República de Austria. Siendo gobernado del Ducado de Austria, el nombre del ducado vino para ser informalmente aplicado a todos estos territorios colectivamente.
Los Habsburgo aumentaron enormemente su prestigio político y poder con la adquisición de las tierras de las coronas del Hungría y Bohemia en 1526. Hungría era más acertada en retener su identidad cultural que Bohemia, que se sometió a un período de la colonización alemana intensa, conectada con la germanización. Sin embargo, la historia ya bajo régimen de Viena, y alguna identidad común en las tierras de habla alemana como la de Carintia, Estiria, Tirol, o bien, crear un sentido de la identidad austriaca.
Aunque no es formalmente un Estado unido, las tierras gobernadas por los Habsburgo, a veces se conocen, al menos para los extranjeros, por el nombre de Austria. En realidad se mantuvieron una serie dispar de estados semiautónomos, la mayoría de los cuales formaban parte de la compleja red de estados que era el Sacro Imperio Romano Germánico (las instituciones imperiales de que fueron controladas para la mayor parte de su existencia posterior por los Habsburgo). Sin embargo, la segunda mitad del 18o siglo vio un estado cada vez más centralizado comenzar a desarrollarse bajo la regencia de María Teresa I de Austria y su hijo José II.

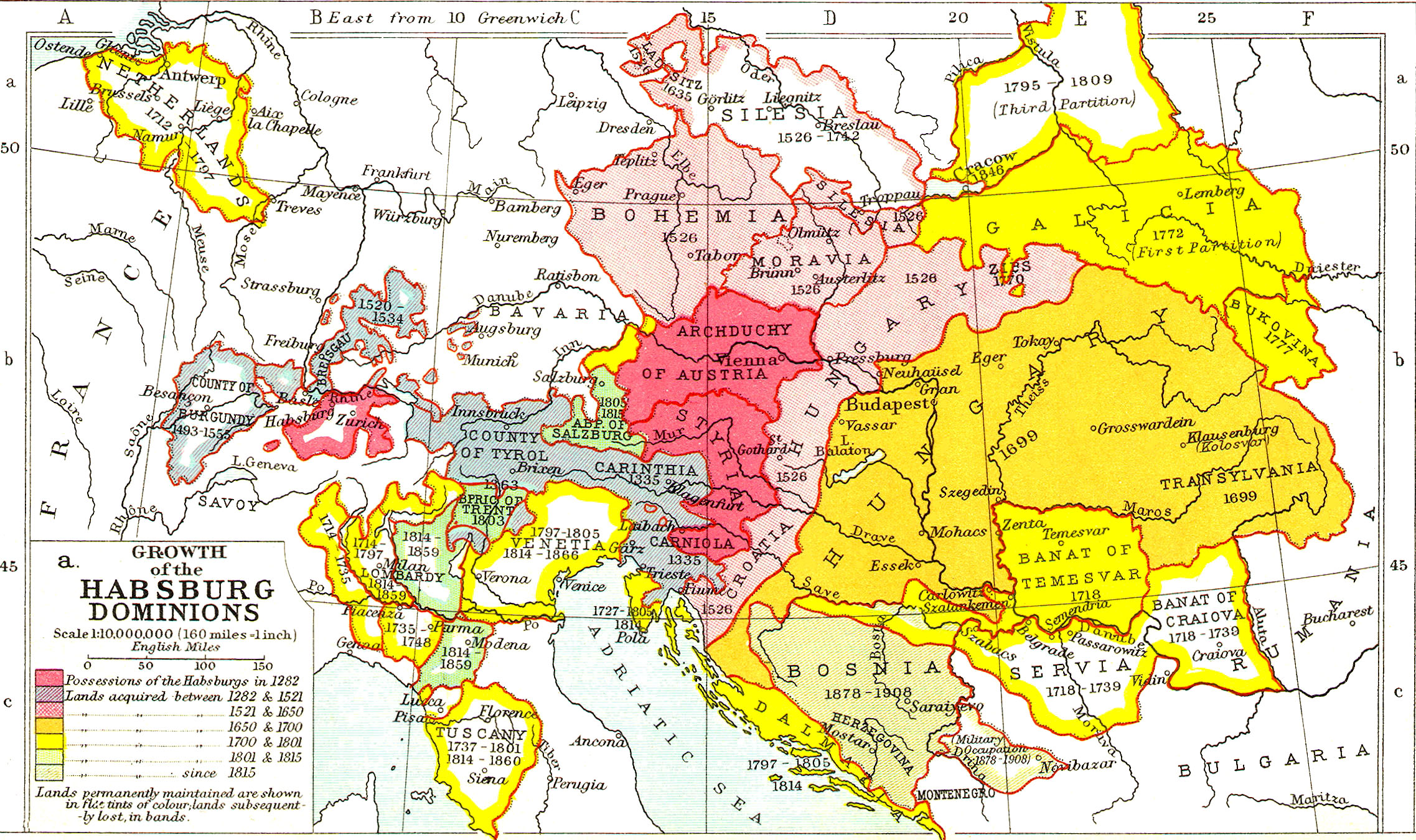
Crecimiento de la monarquía de los Habsburgo.

Tras la Revolución francesa y la asunción del poder de Napoleón, el emperador Francisco II. fundó formalmente el Imperio austríaco en 1804 y se hizo como "Franz I" el primer emperador austriaco. Por primera vez los ciudadanos de varios territorios eran ahora ciudadanos del que mismo estado, mientras los otros estados de habla alemana todavía cultivaban su Kleinstaaterei y no tuvo éxito en la formación de un imperio homogéneo antes de 1871 cuando el Imperio alemán fue fundado.
Un cambio importante fueron el resultado de una reorganización del imperio en 1867 en una monarquía dual, con el Reino de Hungría, ganando una cantidad considerable de autonomía política como una de las dos mitades. El otro se quedó en un mosaico de estados, en términos generales coincide con la ayuda de hoy en día Alemania, Austria, la República Checa, Eslovenia, y partes de Polonia, Ucrania, Italia, y Croacia.  Estas tierras no húngaras, formalmente conocidas como "los reinos y Estados representados en el Consejo Imperial" se conocen a veces como Austria, por falta de un nombre mejor. Una etiqueta de alternativa en este contexto es Cisleithania.

#### Nacionalismo delsigloXIX
Las tierras de Austria también habían sido de la Confederación Alemana dominada por los Habsburgo desde 1815. Esta doble personalidad política también  refleja una incertidumbre cultural en cuanto a si la gente de habla alemana bajo el dominio austriaco es austríaca o alemana, o ambas cosas. El desarrollo del sentido de nacionalidad alemana había sido masivamente acelerado como consecuencia de la agitación política y las guerras que enfrascaron a Europa Central tras la Revolución francesa y la subida al poder de Napoleón Bonaparte.  Aunque los años de paz después de la caída de Napoleón rápidamente vieran el nacionalismo alemán en gran parte empujado de la arena política pública, las Revoluciones de 1848 lo establecieron como una cuestión política significativa para el periodo de más de veinte años. El debate político centrado en la naturaleza de un futuro estado alemán posible para sustituir a la Confederación, y la parte de aquel debate concirnió la cuestión de si las tierras austriacas tenían un lugar en el régimen de Alemania.
La influencia de los Habsburgo en la Confederación Alemana rivalizó con el cada vez más poderoso Estado prusiano. De maniobras políticas del canciller prusiano Otto von Bismarck como resultado la derrota militar de los austríacos en 1866 y el colapso de la Confederación, tanto que puso fin a cualquier influencia de Austria sobre el futuro de Alemania los acontecimientos políticos. La llamada guerra franco-prusiana y el establecimiento de un imperio alemán, encabezado por Prusia y deliberadamente excluir cualquiera de los territorios de Austria, la disminución de la influencia del pan-germanismo en los territorios de los Habsburgo, y trabajó para reforzar el sentido de una identidad distintiva de Austria como el Estado se alejó de Alemania y volvió su mirada hacia la Península Balcánica.

#### SigloXX

Provincias reclamadas por la Austria Alemana, con las fronteras de la subsecuente Primera República de Austria en gris.

El último año de la Primera Guerra Mundial vio el colapso de la autoridad de los Habsburgo en parte cada vez mayor de su imperio, y la rendición militar en noviembre de 1918, finalmente trajo consigo la abdicación del último emperador. La creación de los estados Checo-eslovaco y eslavos del sur, la separación de Hungría, y de los tratados posguerra impuestos por los aliados victoriosos combinarse para apreciar la República de Austria de nueva creación, tanto con los límites que tiene hoy, y una población bastante homogénea de habla alemana. Sin embargo, las comunidades de habla alemana también quedaron dispersas por los demás Estados nuevos, así como en la parte sur del Tirol, que ahora formaba parte de Italia.
Al principio la república tomó el nombre de Austria alemana, reflejando la república siendo parte de habla alemana de la vieja Austria y muestra el deseo popular de unirse con la nueva república alemana. Sin embargo, la provincia occidental de Vorarlberg prefirió unificarse a Suiza.  Estas esperanzas se perdieron por el Tratado de Saint-Germain en 1919, y el nuevo estado cambió su nombre a la República de Austria el 21 de octubre de 1919.
El deseo de unidad con Alemania fue motivado tanto por un sentimiento de identidad nacional común, y también por el temor de que el nuevo Estado, despojado de su sola vez las posesiones imperiales, y rodeado por naciones-estados potencialmente hostiles, no sería económicamente viable. Identidad austriaca, surgió en cierta medida durante la Primera República, y aunque Austria aún se consideraba parte de la "nación alemana" por la mayoría, el patriotismo austríaco fue alentado por la autoritaria ideología estatal clérico antinazi/antisocialista conocida como Austrofascismo de 1934 a 1938.

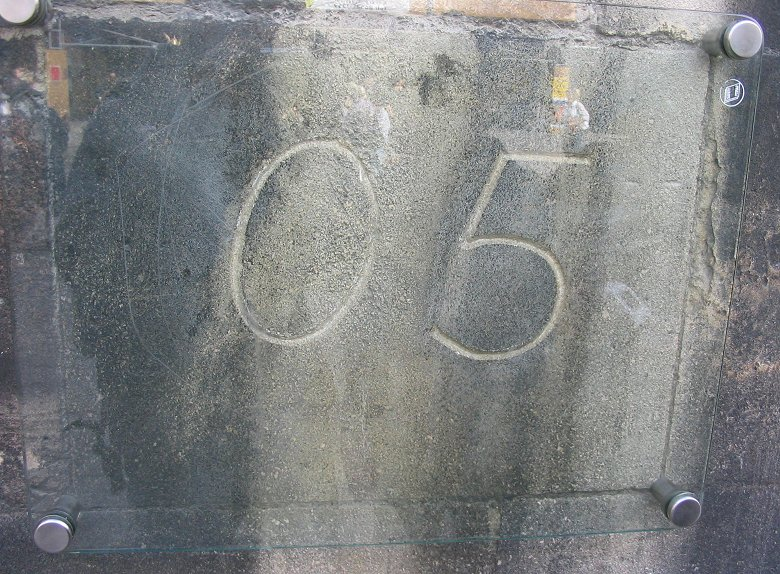
Signo del movimiento de la resistencia austríaca en el Stephansdom en Viena.

Para 1938, con los gobiernos nazis controlando tanto Berlín como Viena, Austria fue anexada a Alemania (Anschluss) con el nombre de Ostmark.  En 1942, el nombre fue cambiado a los distritos del Danubio y Alpino, así erradicando cualquier eslabón con un pasado nacional austriaco.
Dado que gran parte de la sociedad austriaca, ya sea directa o tácitamente apoyó al régimen nazi, las fuerzas aliadas trataron a Austria como parte beligerante en la guerra y mantener la ocupación de la misma después de la capitulación nazi. Por otro lado, la Declaración de Moscú etiquetó a Austria como una sociedad libre y democrática antes de la guerra, y considerado su captura un acto de liberación.
La resistencia austríaca Los historiadores estiman que había aproximadamente 100.00 miembros de la resistencia que enfrentaban a 700.000 miembros del NSDAP de Austria. El signo de la resistencia austriaca era O5, donde el 5 era la letra E y OE es la abreviatura de Österreich con Ö como OE.

#### Post Segunda Guerra Mundial
El fin de la Segunda Guerra Mundial en 1945 vio el restablecimiento de una Austria independiente, aunque las Fuerzas Aliadas la ocuparon hasta 1955, cuando se fundó la Segunda República.

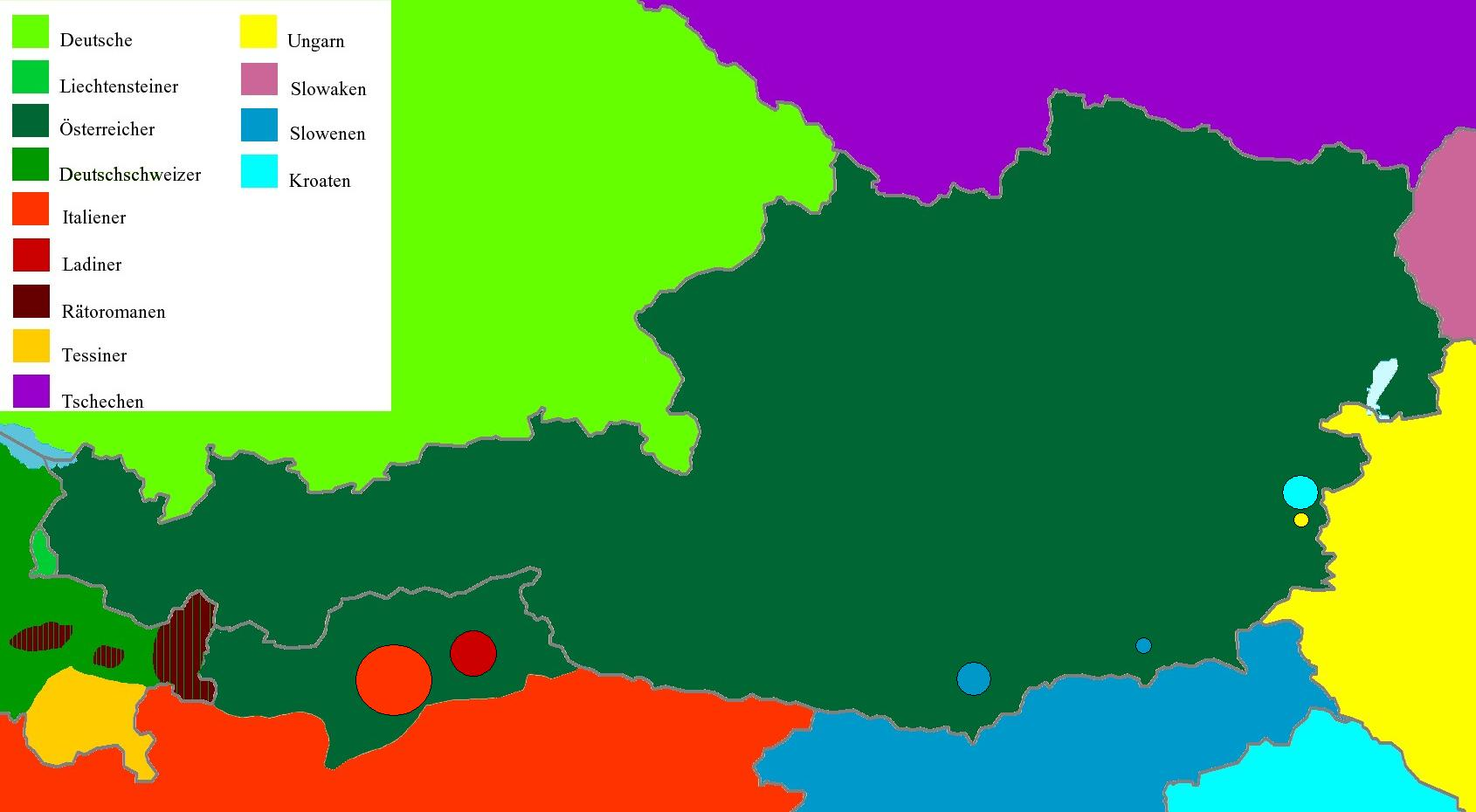
Mapa de los austríacos en Europa Central.

El concepto nacional que se desarrolló antes y durante la anexión surgió fuertemente en la era de la posguerra. Los austríacos se desarrollaron una autoimagen inequívocamente y se separan de su vecino alemán, basándose en logros culturales del pasado, la Declaración de Moscú, neutralidad geopolítica, variación de idiomas, herencia de los Habsburgo (sin monarquismo),y la separación histórica de los imperios de Austria y Alemania en el siglo 19.
A diferencia de principios del siglo 19, en 1987 sólo el 6 por ciento de los austríacos se identificaron como "alemanes". En efecto, siendo identificado erróneamente cuando uno puede causar resentimiento. Hoy más del 80 por ciento de los austríacos se ve como una nación independiente.
La lógica de la existencia de un estado austriaco independiente ya no es cuestionada como lo fue en los primeros años de su existencia republicana.
La historia multicultural de Austria y su ubicación geográfica se ha traducido en la era postsoviética de la inmigración desde Eslovenia, la República Checa, Hungría, Eslovaquia, Rumania, y Polonia. Como con su vecina Alemania, también hubo inmigración desde Turquía y ex estados yugoslavos tales como Croacia y Serbia.

## Cultura

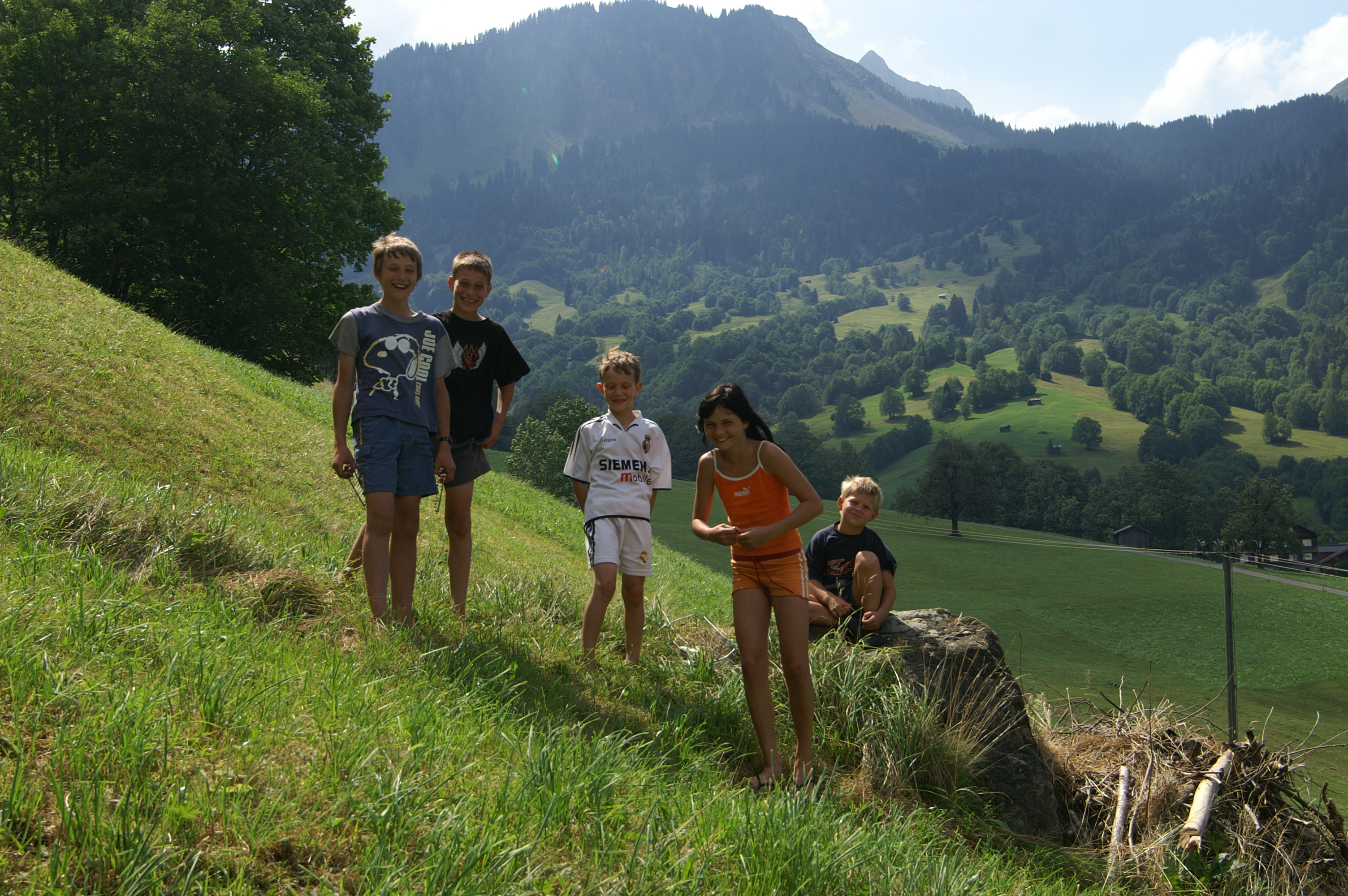
Niños del Bregenzerwald Au en Vorarlberg, 2007

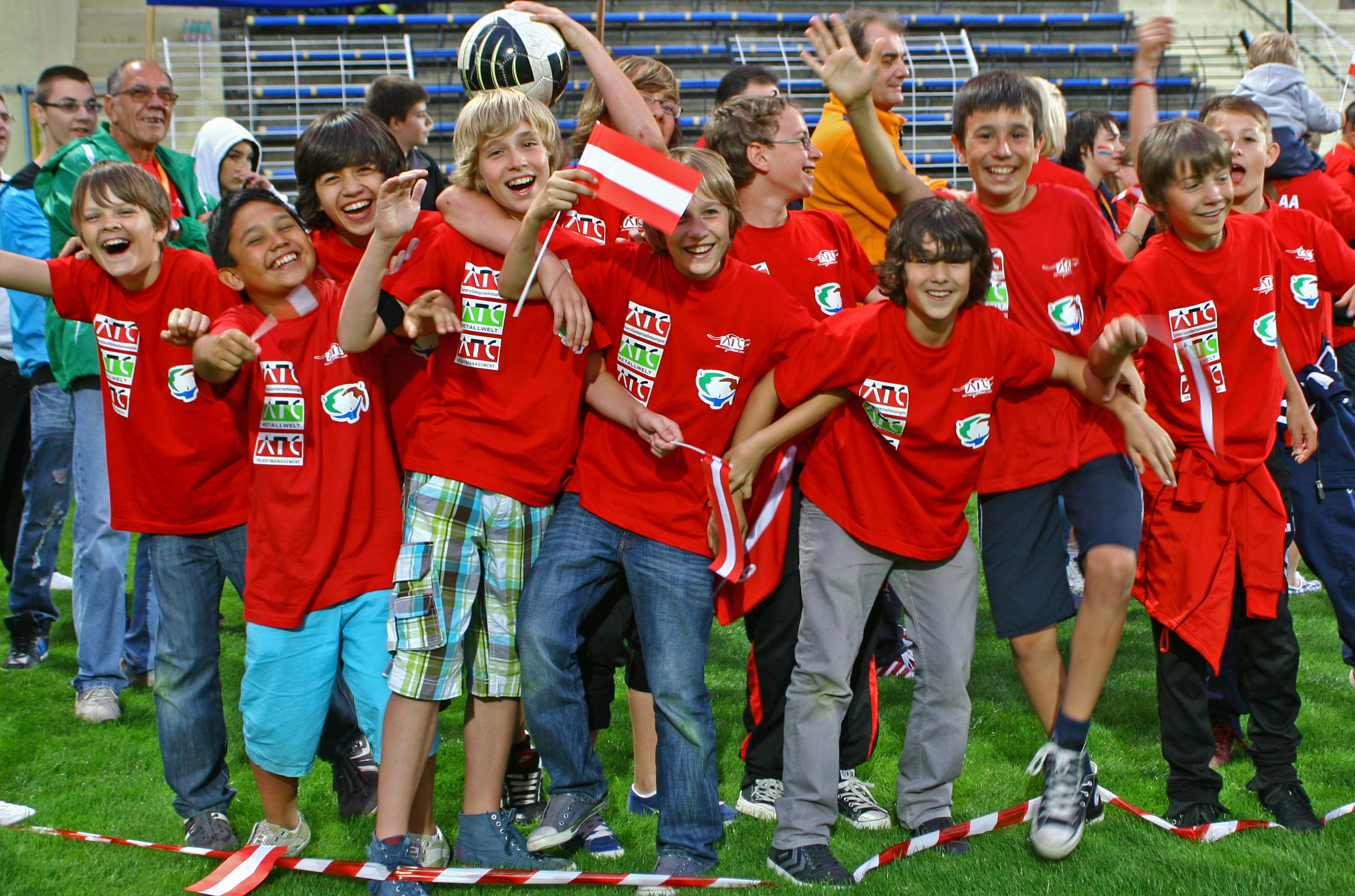
Joven equipo de fútbol de Austria en la ceremonia inaugural 2011

La cultura en el territorio de lo que es actualmente Austria puede ser rastreada hasta alrededor del año 1050 A.C. con las culturas Hallstatt y La Tène. No obstante, una cultura de Austria como la conocemos hoy, comenzó a tomar forma cuando las tierras austriacas eran parte del Sacro Imperio Romano, con el Privilegium Minus de 1156, que elevó a Austria al estado de ducado, marcando así un paso importante en su desarrollo. La cultura austríaca ha sido en gran parte influenciada por sus vecinos, Italia, Alemania, Hungría y Bohemia y las demás tierras checas.

### Idioma
El Alemán austríaco es una variedad del idioma alemán hablado en Austria. No hay una lengua unitaria en Austria, sino una variedad de dialectos altoalemanes son hablados. Además de las lenguas Germánicas habladas aquí, los idiomas minoritarios tales como el esloveno, croata, y húngaro son hablados en partes del país.
El austro-bávaro es extensamente hablado en Austria. Se piensa que los dialectos últimos pertenecen, ya sea al austro-bávaro central o al austro-bávaro del sur, con éste que cerca las lenguas del Tirol, Carintia y Estiria y los antiguos incluyendo los dialectos de Viena, Alta Austria y Baja Austria. El dialecto hablado en Vorarlberg está más estrechamente relacionado al alemán de Suiza de lo que está a otros dialectos austríacos, entonces los austríacos de fuera de Vorarlberg pueden tener dificultades entendiéndolo.
Mientras que las formas fuertes de los distintos dialectos normalmente no son comprensibles para la mayoría de los oradores de Alemania, no existe prácticamente ninguna barrera de comunicación a lo largo de la frontera entre Austria y Alemania, ya que la gente en ambos lados de la frontera hablan de manera muy similar. Los dialectos austro-bávaros centrales son más comprensibles para los hablantes de alemán estándar que los dialectos austro-bávaros del sur del Tirol. El vienés, el dialecto austro-bávaro de Viena, es más frecuente en Alemania para imitaciones del habitante típico de Austria.

### Gastronomía
La cocina austriaca, que a menudo es incorrectamente comparada con la cocina vienesa, es sacada de la cocina del Imperio austrohúngaro. Además de tradiciones regionales natales han influido sobre todo por las cocinas húngara, checa, judía, e italiana, de las cuales, tanto los platos como los métodos de la preparación de alimento a menudo eran tomados prestados. El estofado es un ejemplo de este. La cocina austriaca es conocida principalmente en el resto del mundo por sus pasteles y dulces. En los últimos tiempos una cocina regional también ha desarrollado nuevas que está centrada en productos regionales y emplea métodos modernos y fáciles de preparar.

### Música
Viena, la ciudad capital de Austria, ha sido por mucho tiempo un importante centro de innovación musical. Compositores del siglo XVIII y 19 fueron atraídos a la ciudad gracias al patronazgo de los Habsburgo, e hicieron a Viena la capital de la música clásica. Wolfgang Amadeus Mozart, Ludwig van Beethoven y Johann Strauss, Jr., entre otros, estuvieron en la ciudad. Durante el periodo barroco, estilos populares eslavos y húngaros influyeron a la música austríaca.

### Religión
La mayoría de austríacos son tradicionalmente Católicos.
El catolicismo en Austria ha jugado un rol importante, tanto en la cultura de Austria como en la política. Ayudó a la Casa de Habsburgo a dominar España y al Imperio Español como la Monarquía Católica y desde el siglo XVI determinó el rol de Austria en la guerra de los Treinta Años. La música en la tradición del clasicismo vienés es en gran parte religiosa, incluyendo trabajos como la Gran misa en do menor de Mozart, las misas de Joseph Haydn (1750-1802), la Misa en do mayor de Beethoven, hasta Te Deum de Bruckner (1903).
La secularidad en Austria ha estado en alza desde los años 1980. Aproximadamente 66% de los austríacos se consideraba católico en el 2009, comparado con un 78% en 1991 y un 89% en 1961.
Existe una minoría luterana tradicional, que constituía un 4% de la población en 2009 (comparado con un 6% en 1961). Aproximadamente 17% de la población no se considera religiosa.
El islam en Austria ha crecido rápidamente en los años 1990 y 2000, yendo de 0.8% en 1971 a aproximadamente 6% en 2010, sobrepasando la tradicional comunidad Luterana en Austria. Este crecimiento se debe a la considerable inmigración desde Turquía y la antigua Yugoslavia durante los años 1990 y 2000.